# And So: On
And So: On è un album del cantautore statunitense Jimmy Webb, pubblicato dalla Reprise nel maggio 1971.
L'album è prodotto dallo stesso artista, che è autore completo di tutti i brani.

## Tracce

### Lato A
1. Met Her on a Plane
2. All Night Show
3. All My Love's Laughter
4. Highpockets
5. Marionette

### Lato B
1. Laspitch
2. One Lady
3. If Ships Were Made to Sail
4. Pocketful of Keys
5. See You Then